# Samsung Galaxy R

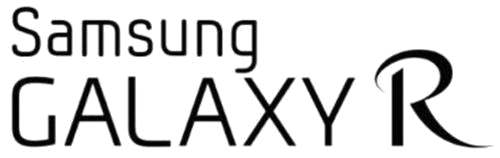
Logo telefonu

Samsung Galaxy R (i9103) – jeden z telefonów firmy Samsung, spokrewniony z modelem Galaxy S II i9100. 

## Opis

### Procesor
Model I9103 Galaxy R wyposażony został w układ NVidia Tegra 2. Jest to procesor dwurdzeniowy, taktowany po 1.0 GHz. Karta graficzna jest zintegrowana; w przypadku modelu Tegra 2 jest to GeForce ULP. 

### Ekran
Galaxy R posiada 4.2" ekran typu Super Clear LCD o rozdzielczości 480x800 pikseli. Jest to wyświetlacz dotykowy, pojemnościowy, wyświetlający do 16 milionów kolorów. 

### Pamięć
Telefon wyposażono w 1024 MB pamięci RAM oraz 8 GB wewnętrznej. Dodatkowo można powiększyć ją o maksymalnie 32 GB za pomocą karty microSD. 

### Aparat
I9103 posiada dwa aparaty - główny, o rozdzielczości 5 MPx (z możliwością nagrywania filmów w 720p), i kamerę do wideo-rozmów.

### System i komunikacja
Telefon bazuje na systemie Android 2.3 Gingerbread z nakładką TouchWiz 4.0. 
Galaxy R wyposażono w WiFi, USB 2.0, a także Bluetooth w wersji 3.0. Telefon obsługuje sieci GSM, EDGE, HSPA i HSUPA.

## Porównanie
Galaxy R w zestawieniu z innymi wersjami modelu Galaxy S II.
|                  | I9100 Galaxy S II                    | I9105 Galaxy S II Plus               | I9210 Galaxy S II LTE                | I9103 Galaxy R                       |
| ---------------- | ------------------------------------ | ------------------------------------ | ------------------------------------ | ------------------------------------ |
| Ekran            | 4.3", 480x800 Super AMOLED Plus      | 4.3", 480x800 Super AMOLED Plus      | 4.5", 480X800 Super AMOLED Plus      | 4.2", 480x800 Super Clear LCD        |
| Procesor         | dwurdzeniowy, 1.2 GHz Samsung Exynos | dwurdzeniowy, 1.4 GHz Samsung Exynos | dwurdzeniowy, 1.5 GHz Samsung Exynos | dwurdzeniowy, 1.0 GHz NVidia Tegra 2 |
| Grafika          | ARM Mali-400 MP4                     | ARM Mali-400 MP4                     | ARM Mali-400 MP4                     | GeForce ULP                          |
| Pamięć RAM       | 1024 MB                              | 1024 MB                              | 1024 MB                              | 1024 MB                              |
| Pamięć wbudowana | 16 lub 32 GB                         | 16 lub 32 GB                         | 16 lub 32 GB                         | 8 GB                                 |
| Aparat główny    | 8 megapikseli filmy 1080p            | 8 megapikseli filmy 1080p            | 8 megapikseli filmy 1080p            | 5 megapikseli filmy 720p             |
| Kamera przednia  | 2 megapiksele                        | 2 megapiksele                        | 2 megapiksele                        | 1.3 megapiksele                      |
| System           | Android 2.3 Gingerbread              | Android 2.3 Gingerbread              | Android 2.3.3 Gingerbread            | Android 2.3.3 Gingerbread            |